# Amblypodia dera
Amblypodia dera är en fjärilsart som beskrevs av Bethune-Baker. Amblypodia dera ingår i släktet Amblypodia och familjen juvelvingar. Inga underarter finns listade i Catalogue of Life.